# Castagnito
Castagnito es una localidad y comune italiana de la provincia de Cuneo, región de Piamonte, con 2007 habitantes.

## Evolución demográfica
| Gráfica de evolución demográfica de Castagnito entre 1861 y 2001 |
|                                                                  |
| Fuente ISTAT - elaboración gráfica de Wikipedia                  |